# Powiat tarnopolski (II Rzeczpospolita)
Powiat tarnopolski – powiat województwa tarnopolskiego II Rzeczypospolitej. Jego siedzibą było miasto Tarnopol.

## zmiany administracyjne
1 lipca 1925 z powiatu brzeżańskiego do powiatu tarnopolskiego przyłączono gminę jednostkową Kozłów.
15 czerwca 1934 z powiatu brzeżańskiego do powiatu tarnopolskiego przyłączono gminy jednostkowe Dmuchawiec, Horodyszcze i Słobódka.

## Gminy wiejskie w 1934
1 sierpnia 1934 r. dokonano nowego podziału powiatu na gminy wiejskie.
- gmina Baworów
- gmina Berezowica Wielka
- gmina Borki Wielkie
- gmina Cebrów
- gmina Chodaczków Wielki
- gmina Hłuboczek Wielki
- gmina Ihrowica
- gmina Jankowce
- gmina Janówka
- gmina Jastrzębowo
- gmina Kozłów I
- gmina Kozłów II
- gmina Łozowa
- gmina Mikulińce
- gmina Nastasów

## Miasta
- Tarnopol
- Mikulińce

## Starostowie
- Edmund Jurystowski (1920–1921)
- Czesław Eckhardt (1921–1924)
- Antoni Koncowicz (kierownik od 1925 starosta)[4]
- Tomasz Malicki (1926–1937)
- Karol Adamski (1937–1938)[5]
- Władysław Wnęk (1938–)[6]
- Stanisław Zając (kierownik, do VI 1939)[7]
- Antoni Majkowski (od VI 1939)

Tylko podczas jednej z masowych akcji wysiedleńczych (przypadającej na lata 1944–1946) ludności polskiej ze wschodnich powojennych terenów Ukraińskiej SRR (przed wojną należących do państwa polskiego) z terenu powiatu tarnopolskiego wygnano w nowe granice Polski ok. 230 tysięcy Polaków.